# زلزال كجرات 2001
```
وقع زلزال 
غوجارات
 2001
 ، المعروف أيضًا باسم زلزال بوج (Bhuj earthquake)، في 26 يناير من عام 2001 ، وهو ما يصادف 
اليوم الجمهوري الهندي
 الثاني والخمسين، في الساعة 08:46 صباحا 
بتوقيت الهند
 . كان 
مركز الزلزال السطحي
 حوالي 9 كم إلى الجنوب والجنوب الغربي من قرية Chobari في 
تعلقة 
تعلقة نوع من التقسيم الإدراي في الهند
 بهشاو في مديرية 
كوتش
 في 
غوجارات
 ، 
الهند
 . 
[
5
]
 
[
6
]
```

```
بلغ الزلزال الداخلي (
intraplate earthquake
)درجة 7.7 على 
مقياس درجة العزم
 وكان الحد الأقصى لشدة X ( 
أقصى
 ) على 
مقياس ميركالي المعدل
 . وقد قتل الزلزال ما بين 13,805 و 20,023 شخصًا (من بينهم 18 في جنوب شرق 
باكستان
 ) وجرح 167,000 آخرين ودمر ما يقرب من 340,000 مبنى. 
[
7
]
 
[
8
]
```

## الإعداد التكتوني
تقع ولاية غوجارات 300-400 كم من حدود الصفيحة بين الصفيحة الهندية والصفيحة الأوراسية، لكن الصفائح القارية الحالية لا تزال محكومة بآثار التصادم القاري المستمر على طول هذه الحدود. خلال تفكك غندوانا في العصر الجوراسي، تأثرت هذه المنطقة بالانقسام مع اتجاه غرب-شرق تقريبًا. وخلال الاصطدام مع أوراسيا، تعرضت المنطقة لتقصير، والذي تسبب بكل من إعادة تنشيط فالق الصدع الأصلية وتطوير فوالق دفع (Thrust fault) جديدة منخفضة الزاوية . شكل الطي المرتبط سلسلة من النطاقات، خاصة في وسط كوتش. 
تتوافق الآلية المحورية لمعظم الزلازل مع التصدع العكسي لصدوع ذلك الصدع المعاد تنشيطه . نمط الرقي والهبوط المرتبط بزلزال ران كوتش 1819 يتسق مع إعادة تنشيط مثل هذا الفالق العكسي. 
كان زلزال غوجارات عام 2001 ناتجًا عن تحرك فالق معكوس جنوبى لم يكن معروفًا من قبل، متجهًا بالتوازي مع هياكل الصدع المستنتجة.  

## الآثار
بلغ عدد القتلى في منطقة كوتش 12300. أما بوج، والتي كانت تقع على بعد 20 كم فقط عن مركز الزلزال السطحي، فقد تدمرت. ووقعت أضرار كبيرة أيضا في بهاشاو وعنجر ، حيث دُمرت مئات القرى في كل من تعلقة تعلقة نوع من التقسيم الإدراي في الهندعنجر وبوج وبهاشاو. تدمر أو تأثر أكثر من مليون مبنى، بما في ذلك العديد من المباني التاريخية والمعالم السياحية.  ودمر الزلزال حوالي 40٪ من المنازل وثماني مدارس ومستشفيين و 4  كيلومتر من الطريق في بوج ، ودمر الزلزال جزئيا معبد سوامينارايان التاريخي في المدينة والحصن التاريخي وكذلك براغ محل وأينا محل . تفقد الصندوق الوطني الهندي للفنون والتراث الثقافي (INTACH) أكثر من 250 مبنى تراثيًا في كوتش وسوراشترا ووجد أن حوالي 40 ٪ منها إما انهارت أو لحقت بها أضرار بالغة، و بقي فقط 10٪ بحالة سليمة. 
في أحمد آباد ، العاصمة التجارية في ولاية غوجارات التي يبلغ عدد سكانها حوالي 7 ملايين نسمة (وفقًا للبيانات في عام 2018) ، انهار ما يصل إلى 50 مبنى متعدد الطوابق وقُتل عدة مئات من الأشخاص، وقدر إجمالي الخسائر في الممتلكات بنحو 7.5 مليار دولار. في كوتش ، دمر الزلزال حوالي 60 ٪ من إمدادات الغذاء والمياه وحوالي 258,000 منزل، و 90 ٪ من المخزون السكني في المنطقة. أكبر نكسة كانت الانهيار الكامل لمستشفى بوج المدني. قدم الجيش الهندي الدعم في حالات الطوارئ والذي تم تعزيزه لاحقًا من قبل الاتحاد الدولي لجمعيات الصليب الأحمر والهلال الأحمر، وبقي مستشفى مؤقت للصليب الأحمر في بوج لتقديم الرعاية بينما تم بناء مستشفى بديل. 

## إعادة الإعمار
بعد أربعة أشهر من الزلزال، أعلنت حكومة ولاية غوجارات عن سياسة إعادة الإعمار وإعادة التأهيل بعد زلزال غوجارات. اقترحت السياسة نهجًا مختلفًا للبناء الحضري والريفي و مع تكلفة مقدرة لإعادة البناء وصلت لـ 1.77 مليار دولار أمريكي. 
تضمنت الأهداف الرئيسية لسياسة إعادة الإعمار، ترميم وبناء وتقوية المنازل والمباني العامة. وشملت الأهداف الأخرى انعاش الاقتصاد، والدعم الصحي، وإعادة بناء المجتمع والبنية التحتية الاجتماعية. 

### الإسكان
ركزت سياسات الإسكان على إزالة الأنقاض، وإنشاء ملاجئ مؤقتة، وإعادة البناء الكامل للمنازل المتضررة، وتحديث الوحدات السكنية غير المتضررة. أنشأت السياسة عملية انعاش الإسكان التي يقودها المجتمع، وأٌعطيت المجتمعات المتضررة من الزلزال خيار الانتقال الكامل أو الجزئي لتبدئ إعادة الإعمار في الموقع .  بلغ إجمالي عدد المنازل المؤهلة التي سيتم ترميمها 929,682 وكان إجمالي عدد المنازل المؤهلة التي سيتم إعادة بنائها 213,685. وبحلول عام 2003، كان قد تم ترميم 882,896 وهي (94٪) من المنازل المتضررة وإعادة بناء 113,271 وهي (53٪) من المنازل المنهاره. 

### تخطيط المدينة
تم تكليف تعاونية التخطيط البيئي (EPC) لتوفير خطة مدينة جديدة لمدينة بوج .  وركزت تلك الخطة على إنشاء شبكة طرق أوسع لتوفير طرق تسهل الوصول في حالة الطوارئ إلى المدينة. استخدمت EPC، تعديل الأراضي (land readjustment اختصارا LR) في شكل ثمانية مخططات تخطيط المدن.  وقد تم تنفيذ ذلك من خلال اقتطاع الأرض من الممتلكات الخاصة لإنشاء مساحة عامة كافية لتوسيع الطرق.  تم تعديل الأراضي المتبقية وإعادتها إلى الملاك الأصليين كأراضي نهائية لهم.  

## المساعدات

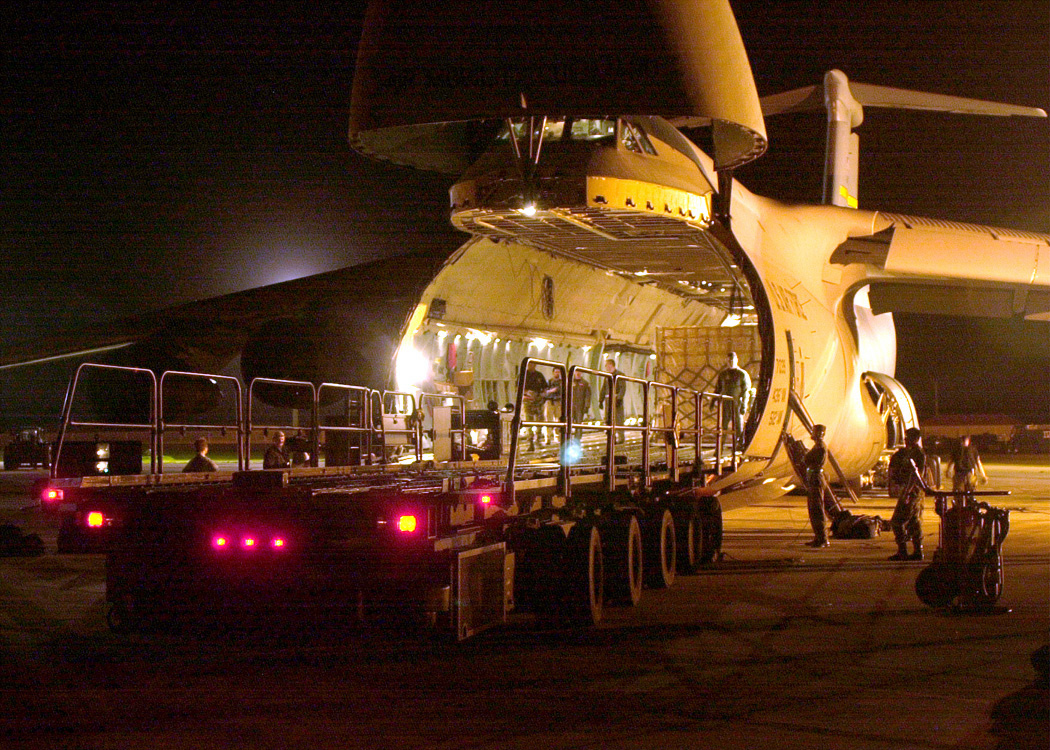
أفراد القوات الجوية الأمريكية يستعدون لإيصال الإمدادات الإغاثة في 3 فبراير 2001.

من أجل دعم إعادة إعمار المدينة وإعادة تأهيلها، أنشأت حكومة ولاية غوجارات أربع حزم مساعدات تصل قيمتها إلى مليار دولار أمريكي. ساعدت هذه الحزم حوالي 300,000 أسرة، كما أعلنت الحكومة عن حزمة بقيمة 2.5 مليون دولار أمريكي لإحياء الصناعات الصغيرة والمتوسطة والصناعات المنزلية (الأسر المنتجة). وقدم البنك الدولي وبنك التنمية الآسيوي أيضا قروضا بقيمة 300 مليون دولار و 500 مليون دولار على التوالي. 
تم تقديم المساعدة من العديد من البلدان والمنظمات. 
| بلد                                                          | عرضت الإغاثة                                    |
| ------------------------------------------------------------ | ----------------------------------------------- |
| أستراليا                                                     | 550.000 دولار أمريكي                            |
| بنغلاديش                                                     | 20,000 طن من الأرز وفريق طبي من 12 عضوًا         |
| بلجيكا                                                       | 920.000 دولار أمريكي                            |
| كندا                                                         | 2 مليون دولار أمريكي                            |
| الصين                                                        | 602,000 دولار أمريكي                            |
| اليونان                                                      | 270.000 دولار أمريكي كمساعدات إغاثة مالية       |
| إسرائيل                                                      | 150 عضو في بعثة مساعدات طارئة                   |
| إيطاليا                                                      | 2.3 مليون دولار لمعدات الطوارئ                  |
| الكويت                                                       | 250.000 دولار أمريكي                            |
| هولندا                                                       | 2.5 مليون دولار أمريكي من خلال اليونيسف         |
| نيوزيلندا                                                    | 200.000 دولار أمريكي منحة                       |
| باكستان                                                      | 13 طن مواد إغاثة مثل البطانيات والمواد الغذائية |
| سوريا                                                        | الإمدادات الطبية والإغاثة الأخرى                |
| تايوان                                                       | 100,000 دولار أمريكي                            |
| المملكة المتحدة                                              | 10 مليون جنيه استرليني                          |
| الولايات المتحدة الأمريكية                                   | إمدادات إغاثية تصل إلى 5 مليون دولار أمريكي     |
| الإمارات العربية المتحدة ، فيتنام ، المملكة العربية السعودية | مواد ولوازم الإغاثة                             |

| المنظمات                                | الإغاثة الممنوحة |
| --------------------------------------- | --- |
| الصليب الأحمر الأمريكي في وسط نيو جيرسي | برنامج منحة بقيمة 10000 دولار أمريكي تذهب جميع عائداته إلى صندوق الإغاثة من الزلازل الهندي التابع للصليب الأحمر الأمريكي .     |
| كير الدولية                             | مواد الإغاثة |
| HelpAge الهند                           | مواد الإغاثة للمناطق الريفية ووحدات الرعاية الطبية المتنقلة (MMUs)                                                             |
| منظمة أوكسفام                           | توزيع المواد الغذائية، والملاجئ ومرافق الاستحمام المؤقتة ومواد الإغاثة.                                                        |
| حركة الصليب الأحمر والهلال الأحمر       | 10 ملايين جنيه استرليني ، ومستشفى بسعة 350 سرير ، ووحدات مياه وصرف صحي ، وفريق اتصالات ، وفريق لوجستي للصليب الأحمر البريطاني. |
| منظمة الصحة العالمية                    | 1.2 مليون دولار أمريكي |

## نصب تذكاري

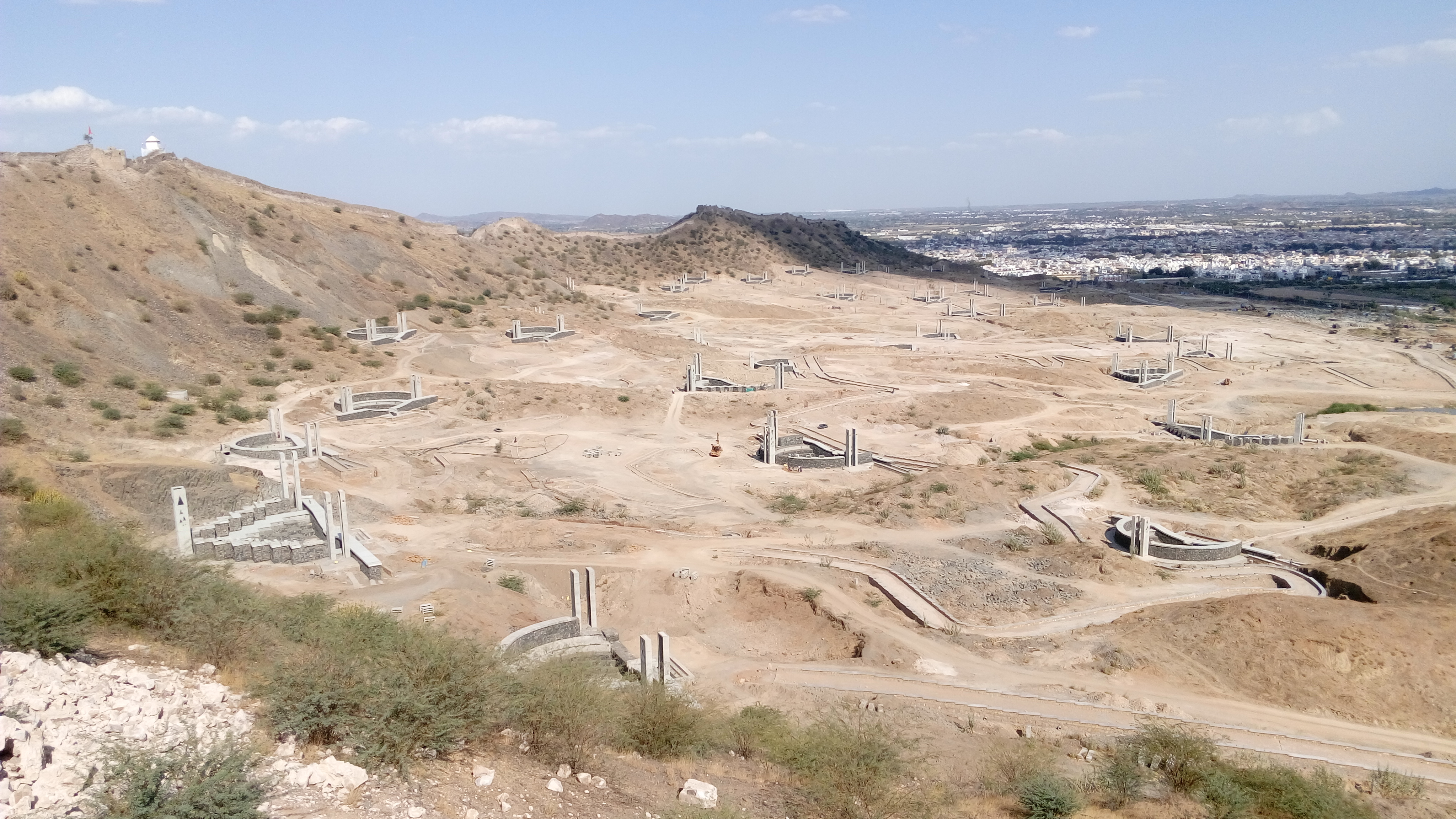
Smritivan

سميريتيفان (Smritivan)، هي حديقة تذكارية ومتحف مخصص لضحايا الزلزال يجري بناؤه على قمة تل بوجيا. زُرعت في الحديقة 13,823 شجرة ، كل شجرة منها مخصصة لأحد الضحايا وتم إنشاء عدد 108 خزانات مياه صغيرة على التل.  

## روابط خارجية
- الزلزال M7.7 بوج«يوم الجمهورية» ، 2001 - مركز الزلازل للهواة
- 26 يناير 2001 زلزال بوج ، جوجارات ، الهند - جامعة كولورادو
- زلزال غوجارات في 26 يناير 2001 - المعهد الهندي للتكنولوجيا كانبور
- جهود الإغاثة لجيش الدفاع الإسرائيلي
- يحتوي المركز الدولي للزلازل على ببليوغرافيا و / أو بيانات موثوقة لهذا الحدث.
- ريليف ويب الصفحة الرئيسية  لهذا الحدث.